# Anschlussverwendung
Anschlussverwendung ist der Einsatz eines Mitglieds des Militärs nach Absolvierung bestimmter Dienste in einer anderen Funktion.
Der Begriff wird gelegentlich auch im Umgang mit verbeamteten Lehrern oder anderen Fachkräften genutzt, wenn diese aus verschiedenen Gründen die aktuelle Tätigkeit nicht fortsetzen können. Er wurde 2012 kritisch und ironisch zitiert, weil der FDP-Bundesvorsitzende Philipp Rösler sinngemäß im März 2012 sagte, die Bundesagentur für Arbeit solle den Schlecker-Angestellten helfen, selbst eine Anschlussverwendung zu finden. Einige Autoren schlugen unabhängig voneinander vor, den Begriff zum Unwort des Jahres zu machen.